# Jean Hess
Pour les articles homonymes, voir Hess.
Jean Joseph Xavier Hess (Courtavon, 16 mars 1862 - Nice, 21 septembre 1926) est un médecin, journaliste et explorateur français.
Il est le fils de Joseph Xavier Hess, dentiste, et de Marie Anne Schull. 

## Biographie
Il fait ses études à Montbéliard puis à Brest et Toulon (1880) et y devient aide-médecin de la marine (12 octobre 1883). De 1883 à 1887, il sert sur plusieurs bâtiments mais ayant reçu des blâmes et ses dettes s’accumulant, il décide de devenir journaliste pour subsister.
Démissionnant définitivement de la Marine le 20 décembre 1890, il travaille pour des journaux du Sud de la France puis devient rédacteur au petit parisien où il rencontre Victor Schœlcher.
Membre de la mission du duc d'Uzès en Afrique centrale en 1892, il explore d'avril 1892 à janvier 1893 le Congo, le bas Oubangui et les vallées de la Sangha et du Kassaï. En ethnologie, il étudie alors avec précision les peuples anthropophages Bateke et Boubanghi.
À la mort du duc, il revient en France où il s'occupe de travaux de géographie. En 1895, le ministère de l'Instruction Publique le charge d'une nouvelle mission dans les oasis du sud de l'Algérie.
Hess se spécialise ensuite dans les reportages journalistiques sur la Guyane et l'île du Diable lors de l'affaire Dreyfus et, en 1902, couvre pour la presse la catastrophe de la Montagne Pelée.
En 1901, il fonde et dirige la Revue Le Magasin colonial et des voyages, qui comportera sept numéros.
Chargé d'une mission commerciale en Indochine, il fait partie de la commission préparatoire de l’exposition internationale de Hanoï en 1902.

## Travaux
- L'extrême sud algérien et le Touat, Annales de Géographie, 1896-1897, p. 147-168
- A l'Ile du Diable ; enquête d'un reporter aux Iles du Salut et à Cayenne, 1898
- L'âme nègre, 1898, Calmann Levy. Ouvrage couronné par l'Académie Française.
- L'affaire Iukanthor, les dessous d'un protectorat, 1900 https://gallica.bnf.fr/ark:/12148/bpt6k3745723/f5.image.r=Affaire%20Yucanthor
- La catastrophe de la Martinique, notes d'un reporter, 1902 [lire sur Wikisource]
- La question du Maroc, 1903
- La vérité sur l'Algérie, 1905 [lire sur Wikisource]
- Israël au Maroc, 1907
- Une Algérie nouvelle, 1909
- Mémorial militaire et civique du Sud Est pendant la grande guerre Tome 1, 1915

Dans la plupart de ses ouvrages il fait apparaître le problème du colonialisme et les opinions qu'il défend sont rarement conformes à celles généralement admises.
Il publie également des contes, des caricatures, des aquarelles. Il fit jouer une comédie bouffe en 1895-1896.
- Le pigeon, comédie bouffe en 5 actes, écrite avec Gustave Bernyer et René Degas (1ere représentation le 2 septembre 1897 au théâtre de Cluny, boulevard St Germain à Paris (selon "le catalogue". La pièce ne semble pas avoir été publiée..